# Siegfried von Brilon
Siegfried von Brilon (* vor 1334 in Brilon; † nach 1353 ebenda) war Ritter in Brilon.
Er war der Sohn des Swicker von Brilon und hatte seinen Sitz in Altenbrilon. Er wurde in Urkunden von 1334, 1335, und 1341 erwähnt. Siegfried von Brilon wurde von dem Edelherrn Simon zur Lippe mit dem Zehnten zu Wersinghusen am Frettholze belehnt. Diese Belehnung wurde 1353 wiederholt. Im selben Jahr empfing er von Graf Otto XIII. von Everstein den Zehnten zu Rösenbeck, einen Hof in Bokenscheide und Güter in Rattlar zum Lehen. In verschiedenen anderen Urkunden wird er noch als Zeuge erwähnt, genannt als Herr Ziverd van Brilon, ein erwerdigh Ritter und auch Her Syfreyd van Brilon Ridder. Das Geschlecht starb mit Hartmann von Brilon, der vermutlich ein Sohn Siegfrieds war, aus.